# Xã Pickerel Lake, Quận Freeborn, Minnesota
Xã Pickerel Lake (tiếng Anh: Pickerel Lake Township) là một xã thuộc quận Freeborn, tiểu bang Minnesota, Hoa Kỳ. Năm 2010, dân số của xã này là 673 người.